# Аскаров, Салават Ахметович
Салават Ахметович Аскаров (баш. Салауат Әхмәт улы Асҡаров; 11 апреля 1946, Шафраново, Башкирская АССР — 9 декабря 2019, Уфа) — российский оперный певец (бас), солист Башкирского государственного театра оперы и балета, народный артист Башкирской АССР (1984) и России (2011).

## Биография
Родился 11 апреля 1946 года в посёлке Шафраново Альшеевского района Башкирской АССР. Учился в Дуванской средней школе.
Профессиональную деятельность начал в 1969 году в Башкирском театре оперы и балета — дебютировал в партии Сурамана в опере «Салават Юлаев» З. Г. Исмагилова.
В 1980 году окончил Казанскую консерваторию (класс В. А. Лазько) по специальности «сольное пение».
С 1969 по 1976 годы и с 1987 года — солист Башкирского государственного театра оперы и балета. В 1976—1980 годах работал в Татарском государственном театре оперы и балета имени М. Джалиля, в 1980—1987 годах — в Нижегородском государственном академическом театре оперы и балета имени А. С. Пушкина.
С 1988 года Салават Аскаров — доцент кафедры сольного пения в Уфимской государственной академии искусств имени З. Исмагилова.

## Репертуар
Оперные партии.
Западноевропейские оперы:
Командор (В.-А.Моцарт «Дон Жуан»),
Зарастро (В.-А.Моцарт «Волшебная флейта»),
Базилио (Дж. Россини «Севильский цирюльник»),
Дулькамара (Г.Доницетти «Любовный напиток»),
Мефистофель (Ш.Гуно «Фауст»),
Спарафучиле, Монтероне (Дж. Верди «Риголетто»)
Феррандо (Дж. Верди «Трубадур»),
Сильвано (Дж. Верди «Бал-маскарад»),
Филипп II (Дж. Верди «Дон Карлос»),
Рамфис (Дж. Верди «Аида»),
Коллен (Дж. Пуччини «Богема»),
Ферри (И. Кальмана «Сильва»),
Русские оперы:
Мельник (А. Даргомыжский «Русалка»),
Кончак, Галицкий (А. Бородина «Князь Игорь»),
Борис Годунов (М. Мусоргский «Борис Годунов»),
Мороз (Н. Римский-Корсаков «Снегурочка»),
Малюта Скуратов, Собакин (Н. Римский-Корсаков «Царская невеста»),
Гремин (П. Чайковский «Евгений Онегин»),
Кочубей (П. Чайковский «Мазепа»),
Мамыров (П. Чайковский «Чародейка»),
Рене (П. Чайковский «Иоланта»),
Старый цыган (С. Рахманинов «Алеко»)
Башкирские оперы:
Джигангир (Р. Губайдуллин «Джигангир»),
Сынтимер (Х. Ахметов «Нэркэс»),
Таймас (Х. Валиуллин «Самат»),
Юлай Азналин, Сураман (З. Исмагилов «Салават Юлаев»),
царь Иван Васильевич Грозный (З. Исмагилов «Послы Урала»),
Буранбай (З. Исмагилов «Кахым-туря»)

## Ученики
Заслуженный артист России и Башкортостана, лауреат Международного конкурса Ямиль Абдульманов, народная артистка Башкортостана, лауреат Международного конкурса Татьяна Никанорова, Заслуженные артистки Башкортостана Инна Романова, Насима Юнусова, Любовь Буторина. Народный артист Башкортостана, лауреат Международных конкурсов Артур Каипкулов.

## Награды и звания
- Народный артист Башкирской АССР (1984)
- премия им. А. Мубарякова (1991)
- Премия имени Салавата Юлаева (1992)
- Заслуженный артист Российской Федерации (1997)
- Народный артист Российской Федерации (2011)
 .